# M10 Booker
M10 Booker là một phương tiện chiến đấu bọc thép do General Dynamics Land Systems (GDLS) phát triển để trang bị cho Lục quân Hoa Kỳ, được phát triển từ phương tiện chiến đấu bọc thép GDLS Griffin II như là mẫu thiết kế dành chiến thắng trong chương trình Mobile Protected Firepower tháng 6 năm 2022. Hợp đồng ban đầu sẽ bao gồm việc cung cấp 96 xe thiết giáp, trong đó xe đầu tiên sẽ được bàn giao cuối năm 2023.

## Phân loại
Mẫu xe được một số sĩ quan quân đội và phương tiện truyền thông quốc phòng gọi là xe tăng hạng nhẹ do thiết kế và ngoại hình của nó, mặc dù các quan chức quân đội liên quan đến chương trình MPF coi điều này là không chính xác. M10 Booker nặng khoảng 42 tấn và về cơ bản nó được thiết kế với vai trò là Pháo tự hành tấn công.

## Bối cảnh và lựa chọn

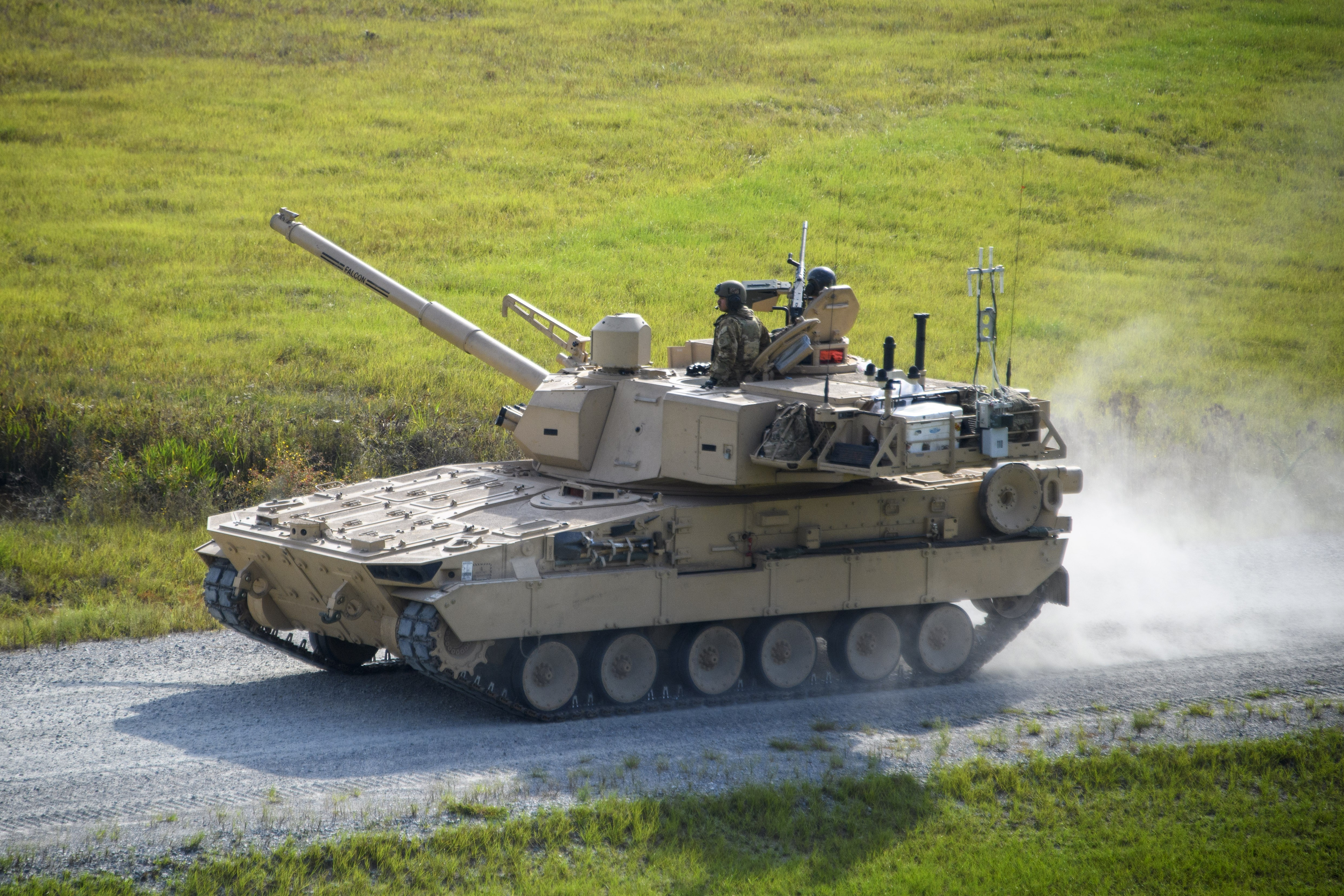

Là một phiên bản dẫn xuất từ nền tàng của xe chiến đấu bộ binh ASCOD 2 của Áo-Tây Ban Nha hợp tác phát triển, xe tăng hạng nhẹ GDLS Griffin II được yêu cầu theo chương trình Mobile Protected Firepower (MPF) của Lục quân Mỹ. Loại xe tăng hạng nhẹ mới sẽ kết hợp một khẩu pháo tăng M35 105 mm và khung gầm được thiết kế lại. Pháo M35 đã được thiết kế và phát triển bởi Benét Laboratories, Watervliet Arsenal, vào năm 1983, về sau nó được sử dụng trên xe tăng hạng nhẹ M8 của Mỹ, chương trình đã bị hủy bỏ từ năm 1996. Pháo M35 nhẹ hơn so khoảng 1.800 lb (816 kg) so với khẩu pháo M68 sử dụng trên M60 Patton.
Tháng 6 năm 2022, General Dynamics Land Systems đã giành chiến thắng trong cuộc thi chương trình Mobile Protected Firepower và được trao một hợp đồng trị giá lên tới 1,14 tỷ đô la để sản xuất xe thiết giáp mới.

## Chế tạo
Lục quân Mỹ sẽ nhận được xe M10 mới vào tháng 2 năm 2024The U.S. Ar.

## Tổ chức và biên chế
Theo kế hoạch, Lục quân Hoa Kỳ sẽ cần sở hữu 504 xe thiết giáp M10, tất cả sẽ được trang bị cho các sư đoàn cơ giới hạng nhẹ cùng với lực lượng Vệ binh quốc gia. Đơn vị đầu tiên được trang bị M10 Booker sẽ là Sư đoàn đổ bộ đường không số 82 với 33 xe vào cuối năm tài khóa 2025.